# Piatra-Craiului-Gebirge
Das Piatra-Craiului-Gebirge (deutsch Königstein, rumänisch Munții Piatra Craiului, ungarisch Királykő-hegység) ist ein aus jurassischem Kalkstein bestehender Höhenzug im zentralen Rumänien, unweit der Stadt Brașov. Es ist ein Teilgebirge der Südkarpaten und liegt in der Nähe des Karpatenwinkels auf den Territorien der Kreise Brașov und Argeș; nach Westen schließen sich das Făgăraș- und das Iezer-Gebirge, nach Osten das Leaota- und das Bucegi-Gebirge an.

## Lage

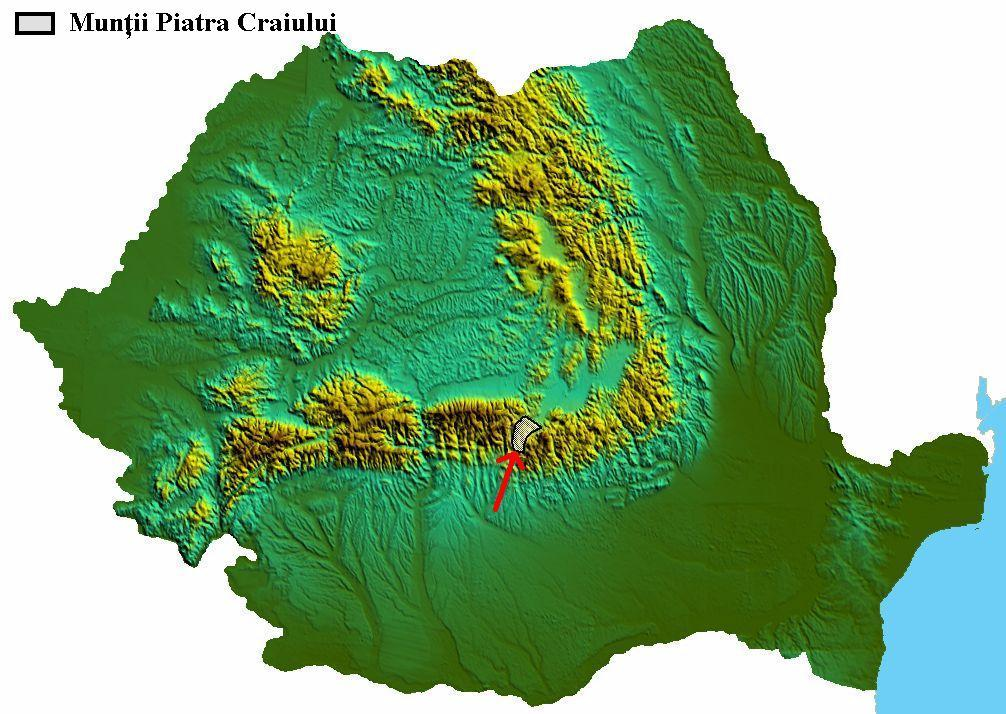
Munții Piatra Craiului in Rumänien

Der etwa 25 km lange Kamm verläuft senkrecht zum Hauptkamm der Südkarpaten in Nord-Süd-Richtung. Der höchste Gipfel ist der Vârful La Om (auch Piscul Baciului, deutsch: „Hirtenspitze“, 2.238 m). Insbesondere nach Westen fällt das Gebirge sehr steil ab. Das Gestein begünstigte die Entstehung einer großen Anzahl von Höhlen und das Gedeihen einer beträchtlichen Pflanzenvielfalt; darüber hinaus gibt es eine vitale Population an Großraubtieren (Wölfe, Bären).
Seit dem Jahre 1990 ist das Piatra Craiului-Gebirge in Form eines Nationalparks auf einer Fläche von 148 km2 geschützt. Gefördert durch ein Projekt der Weltbank, existiert seit 1999 eine Nationalparkverwaltung mit Sitz in Zărnești. Im Frühjahr 2007 wurde in diesem Ort mit dem Bau eines neuen Besucherzentrums begonnen, welches 2016 eröffnet wurde. Der Eintritt in den Park kostet pro Person 5 Lei (umgerechnet etwa 1,10 Euro) für sieben Tage.
Die Region ist touristisch gut erschlossen; es gibt ein dichtes Wanderwegenetz und mehrere Berg- und Schutzhütten.

## Galerie

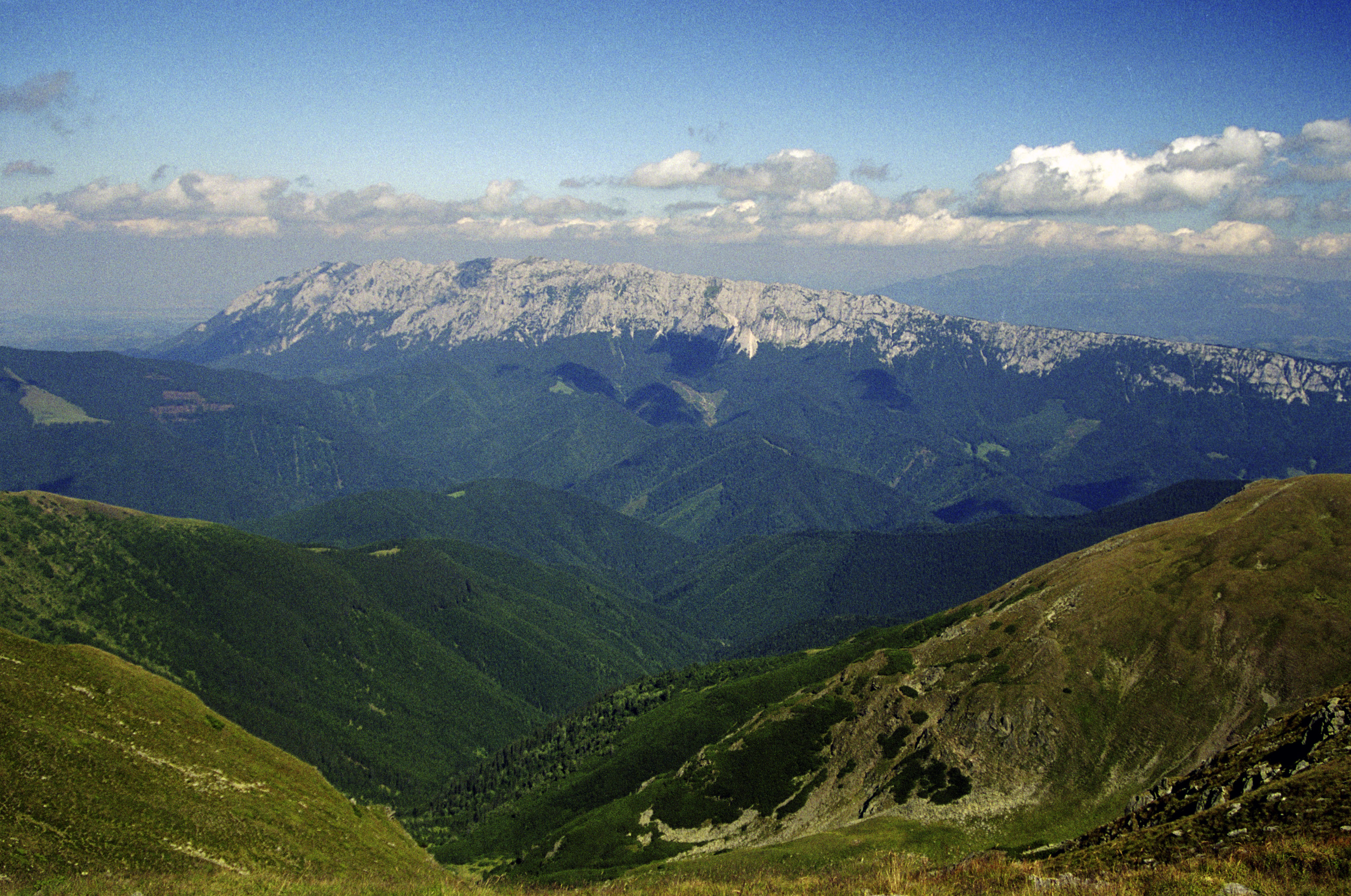
Munții Piatra Craiului von Westen
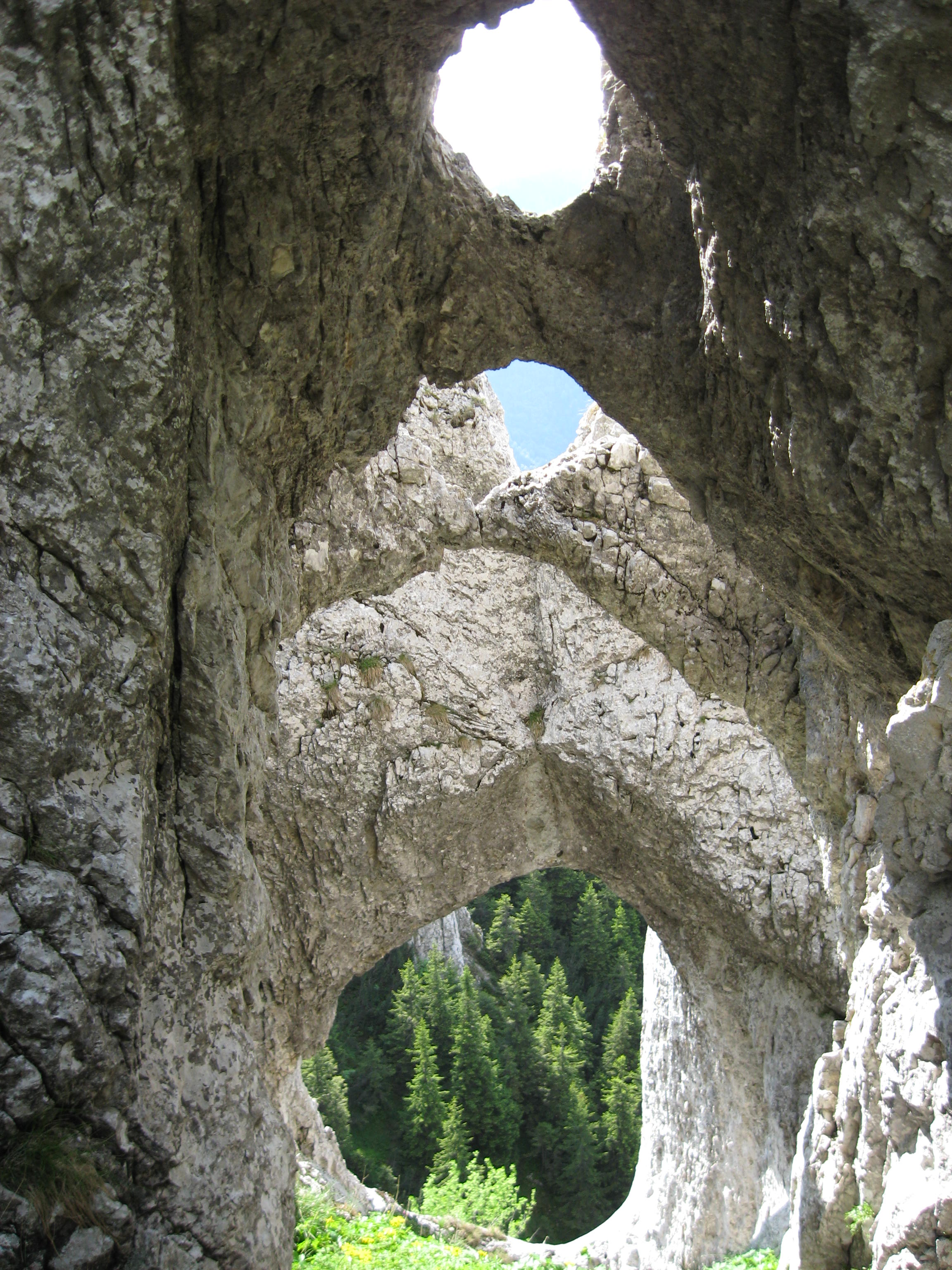
Felsengebilde La Zaplaz
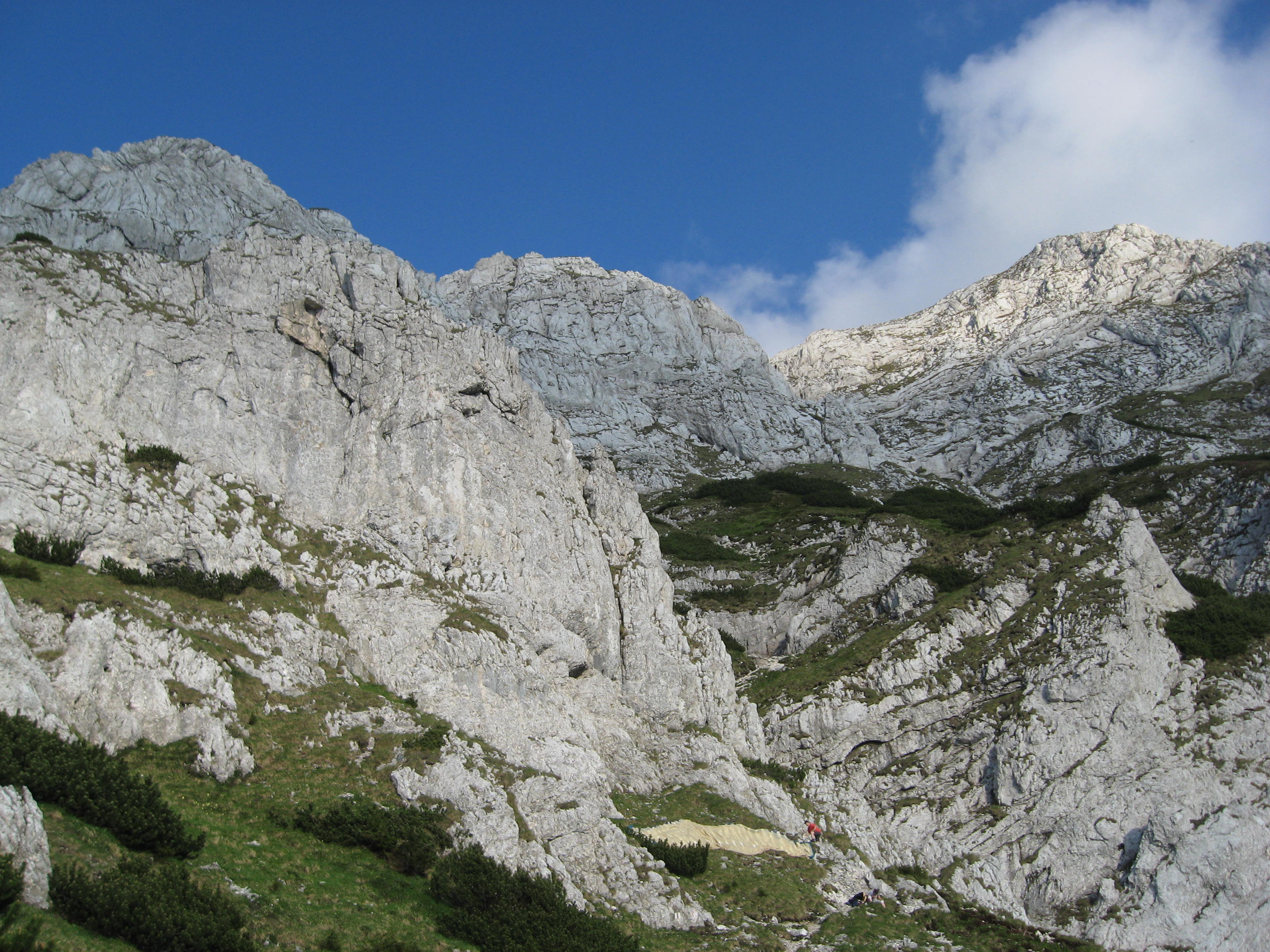
Kammregion
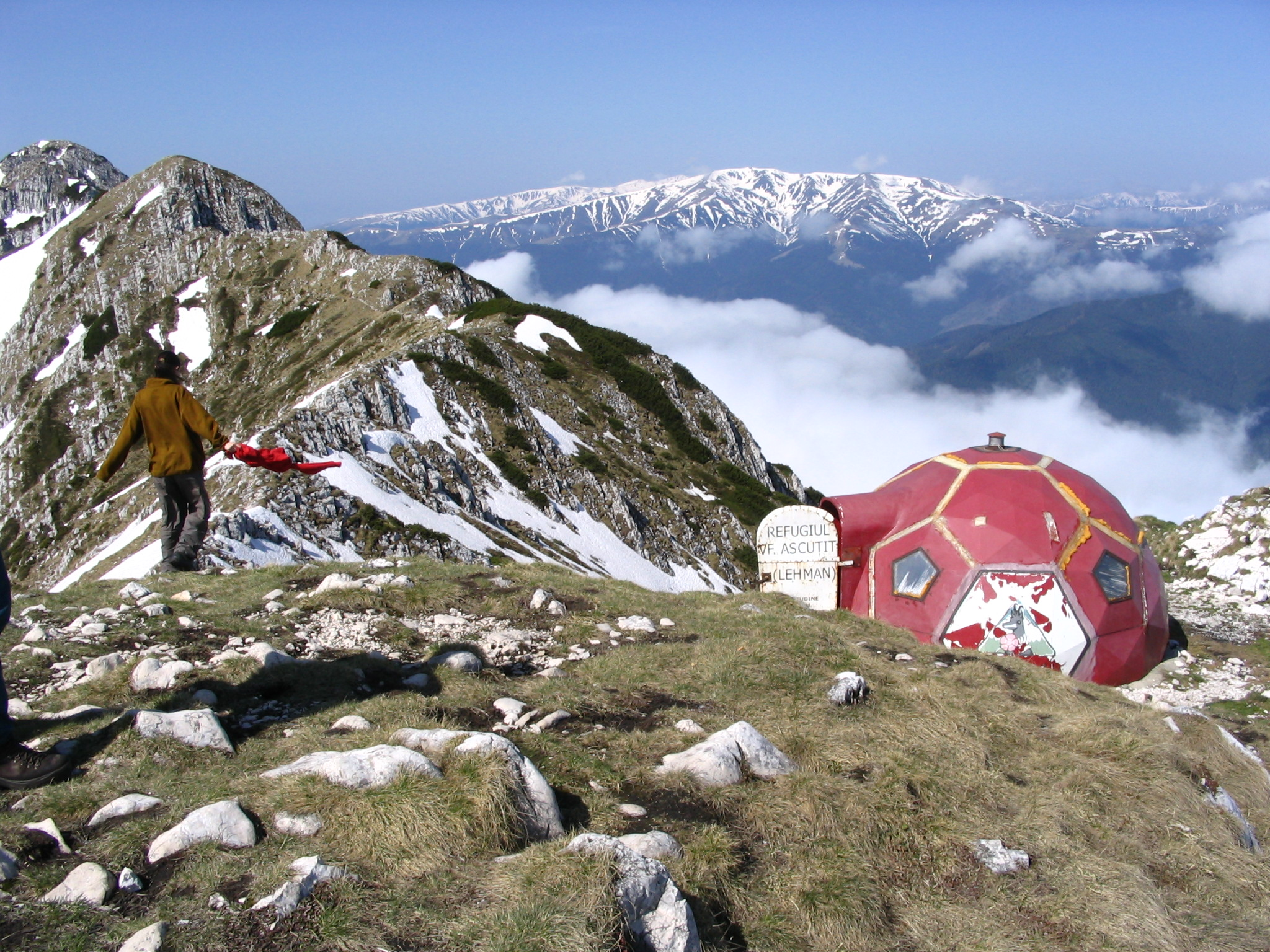
Berghütte Ascuțit
3D-Animation